# 梶原さい子
梶原 さい子（かじわら さいこ、1971年1月16日 - ）は、日本の歌人。「塔短歌会」所属。宮城県出身。詩人梶原しげよは大叔母にあたる。

## 来歴
気仙沼市唐桑町生まれ。実家は早馬神社。高校教員。
1997年 河野裕子に出会い、歌を詠み始める。2006年 抒情文芸最優秀賞を受賞。 2010年 宮城県芸術選奨新人賞を受賞。
2011年 第29回 現代短歌評論賞（『短歌の口語化がもたらしたもの - 歌の「印象」からの考察』） 、第1回 塔短歌会賞を受賞。2015年 第三歌集『リアス/椿』で第11回葛原妙子賞、2014年度 宮城県芸術選奨を受賞。
2014年3月18日から2015年3月15日まで、岩手県北上市の日本現代詩歌文学館において常設展示が行われた。2015年3月2日から28日まで、日本近代文学館において、「3・11文学館からのメッセージ　震災を書く」の展示が行われた。2015年9月15日から10月31日まで、仙台文学館において、「梶原さい子歌集『リアス/椿』―短歌と写真― 」と題し、写真家・佐々木隆二の写真と短歌のコラボレーション展示が行われた。2018年2月20日から3月24日まで、日本近代文学館において、「3・11文学館からのメッセージ　震災を書く」の展示が行われた。2021年第四歌集『ナラティブ』で日本歌人クラブ東北ブロック優良歌集賞を受賞。
『塔』選者、朝日新聞みちのく歌壇選者。日本現代詩歌文学館「短歌入門講座」講師をつとめる。

## 著書
- 第一歌集『ざらめ』青磁社 2006.3[15]
- 第二歌集『あふむけ』砂子屋書房 2009.8
- 第三歌集『リアス/椿』砂子屋書房 2014.5 葛原妙子賞
- 『梶原さい子歌集』現代短歌文庫 砂子屋書房 2018.5
- 第四歌集『ナラティブ』砂子屋書房 2020.4 日本歌人クラブ東北ブロック優良歌集賞
- 『アルカリ色のくも』宮沢賢治の青春短歌を読む　佐藤通雅 編著　ＮＨＫ出版 2021.2（宮沢賢治の短歌鑑賞）
- 『３６５３日目〈塔短歌会・東北〉震災詠の記録』  荒蝦夷 2021.3（共著）
- 『落合直文の百首』 ふらんす堂 歌人入門シリーズ⑦  2023.5